# 福岡市立高取小学校
福岡市立高取小学校（ふくおかしりつたかとりしょうがっこう）は、福岡県福岡市早良区昭代にある公立小学校。

## 概要
- 1951年（昭和26年）西新小学校の児童数増加を受けて、児童数1,003名、学級数17の規模で分離して開校した。
- 1958年（昭和33年）には児童数が2,000名を超えた。
- 1959年（昭和34年）には室見小学校を分離開校した。
- 2020年から約2年間、児童数が増えたことにより校舎の増築を行っていた。その際、校舎前の桜並木が伐採されている。一部は移植され残っている。[1]下の写真は移植後である。

校名の由来は、校区が高取焼の本場として広く知られていることから命名された。

校舎の写真
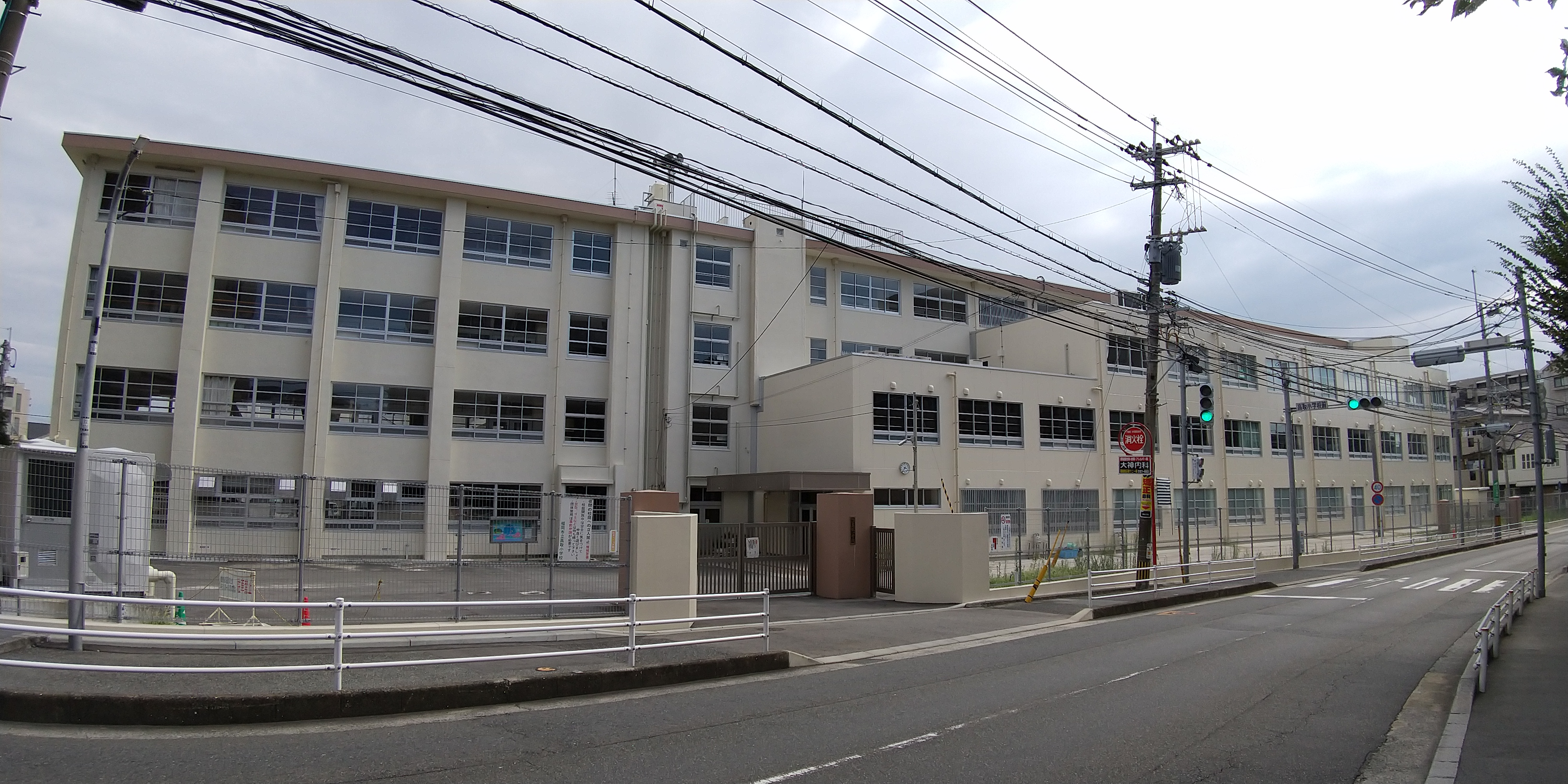
高取小学校（市道鳥飼藤崎線より）

## 沿革
- 1951年 - 福岡市立西新小学校から分離し開校
- 1959年 - 福岡市立室見小学校を分離

## 通学区域
- 早良区高取一丁目、二丁目、西新五丁目、祖原全域、昭代一丁目から三丁目まで及び曙二丁目6番から11番まで[2]

## 進学先中学校
- 福岡市立高取中学校

## 交通アクセス
- 福岡市地下鉄空港線 藤崎駅より徒歩12分。

## 著名な出身者・在籍者
- 田中和基- 東北楽天ゴールデンイーグルスに所属しているプロ野球選手

## 学校周辺
- 福岡県立福岡工業高等学校
- 紅葉八幡宮
- 紅葉山公園
- 祖原公園